# Tiroteo de Pietermaritzburgo de 2022
El tiroteo de Pietermaritzburgo de 2022 ocurrió el 9 de julio de 2022 cuando se produjo un tiroteo masivo en la taberna Samukelisiwe en Pietermaritzburgo, provincia de KwaZulu-Natal, Sudáfrica.

## Tiroteo
Aproximadamente a las 8:30 pm, dos hombres ingresaron a la taberna Sweetwaters en Pietermaritzburgo, donde dispararon a 12 clientes al azar con una pistola de 9 mm. 2 personas murieron en el lugar y 2 más murieron en el hospital. Los fallecidos tenían entre 30 y 45 años de edad. Otros 8 resultaron heridos durante el ataque. No hubo conversación ni pelea que condujo al tiroteo, y nadie fue asaltado. Los pistoleros huyeron en un Volkswagen Polo.
El mismo día, 15 personas murieron en un tiroteo masivo en una taberna en Soweto. Sin embargo, la policía no cree que estos tiroteos estén relacionados.

## Investigación
En el lugar se encontraron 6 casquillos de bala, 1 cartucho vivo, 16 cartuchos y una pistola 9 mm. Expertos forenses, miembros de la inteligencia criminal y una unidad táctica dirigida por la Unidad Provincial de Investigación del Crimen Organizado fueron enviados a Pietermaritzburgo para investigar el tiroteo.
Entre el 11 y el 12 de julio de 2022, la policía arrestó a 4 sospechosos, de entre 19 y 36 años, en relación con el tiroteo. 2 de los sospechosos fueron encontrados con un arma de fuego obtenida ilegalmente y 17 rondas de municiones cuando fueron arrestados. Los otros 2 sospechosos fueron puestos en libertad por falta de pruebas.

## Repercusiones
Cyril Ramaphosa, el presidente de Sudáfrica, hizo una declaración sobre los tiroteos masivos en Pietermaritzburgo y Soweto, afirmando: “Como nación, no podemos permitir que los criminales violentos nos aterroricen de esta manera, independientemente de dónde puedan ocurrir tales incidentes”.
Preocupada porque las tabernas estaban siendo atacadas, la Asociación de Comerciantes de Licores de Sudáfrica también hizo una declaración. Lucky Ntimane, convocante de la SALTA, manifestó “La Nacional de Comerciantes de Licores está preocupada por la seguridad de sus comerciantes y patrones; hacemos un llamado a la policía para que investigue a fondo las circunstancias que llevaron a esa tragedia. Las tabernas deben ser espacios seguros donde los clientes puedan socializar y disfrutar de sus bebidas alcohólicas en un ambiente seguro”, con respecto a los tiroteos.
El dueño de la taberna Samukelisiwe anunció que la taberna tendría seguridad armada. Sin embargo, la licencia de licor de la taberna fue suspendida por 3 meses porque la seguridad de la taberna no cumplía con las pautas de la licencia.
El 14 de julio de 2022, se llevó a cabo un servicio conmemorativo en el Salón Comunitario de KwaNxamalala para Nkosingiphile Nsele, Mdumiseni Ngidi, Simphiwe Mthembu y Nkosinathi Mdladla, las 4 víctimas mortales en el tiroteo.